# .357 Magnum
Набій .357 S&W Magnum (9×33mmR) або просто .357 Magnum, — револьверний набій кулею діаметром .357-дюйми (9,07 мм). Його створили Елмер Кейт, Філіп Шарп та Д. Б. Вессон виробники вогнепальної зброї Smith & Wesson та Winchester.
Він базується на ранній розробці Smith & Wesson набої .38 Special. Набій .357 Magnum було представлено в 1934 і з того часу цей набій поширився по всьому світу. Цей набій розпочав «еру Magnum».
Набій .357 Magnum відомий за свою високоефективну балістику, що нажило йому славу серед мисливців та в обороні.

## Конструкція

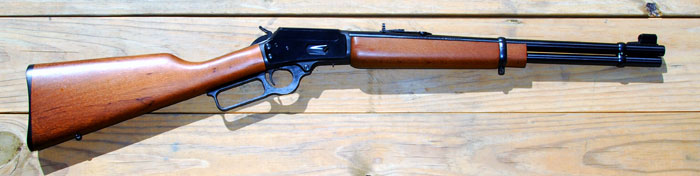
Marlin Model 1894C — карабін під набій .357 Magnum

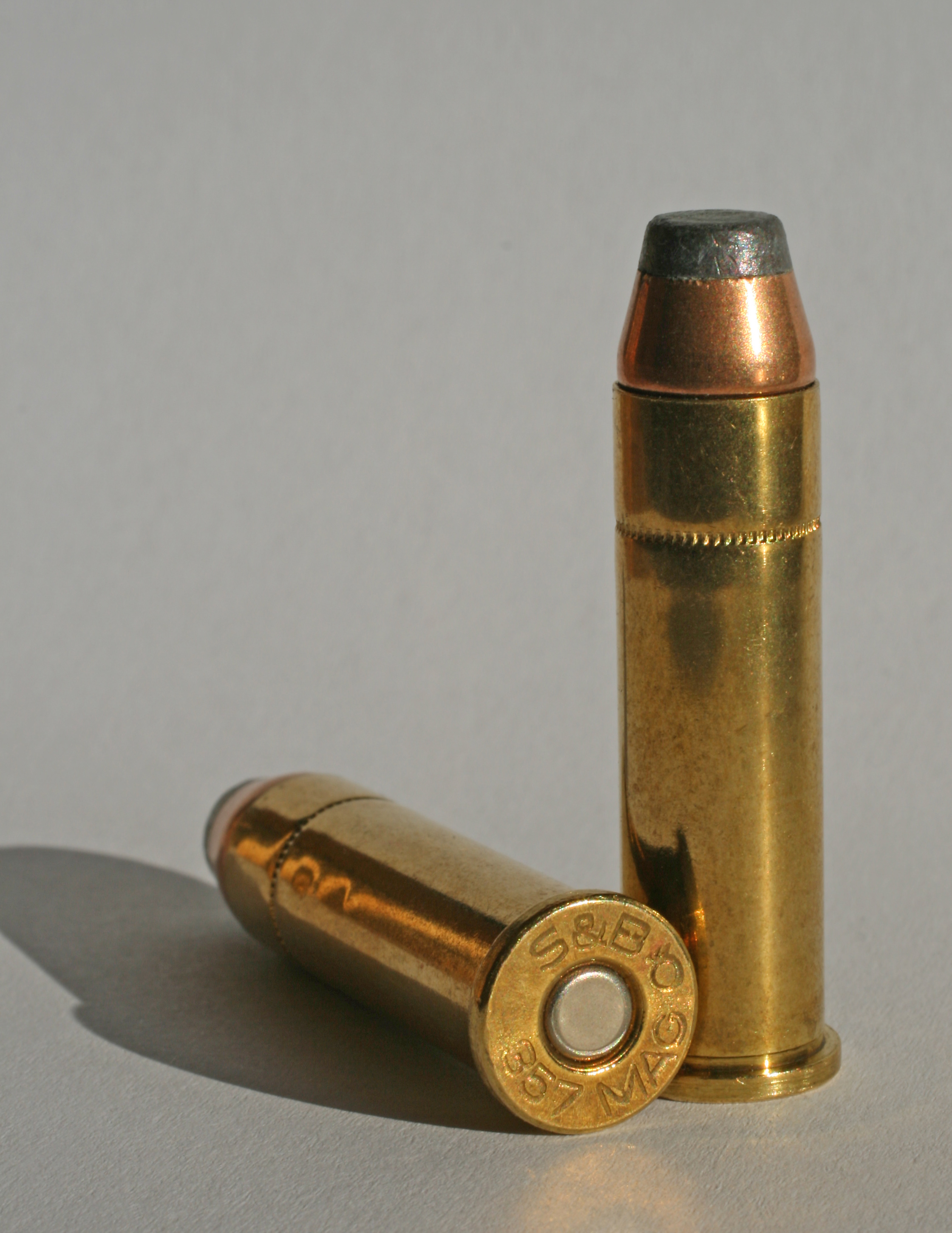
Два набої .357 Magnum.

Набій .357 Magnum спільно розробляла група осіб в період з початку до середини 1930-х років у відповідь на появу набою Кольта .38 Super Automatic. На той час набій .38 Super був єдиним американським пістолетним набоєм який був здатний пробити дверцята автомобіля та перші бронежилети, які почали з'являтися після Першої світової війни. Випробування довели, що ці перші бронежилети могли затримати будь-яку кулю випущену з ручної зброї, яка рухалася зі швидкістю меншою за 305 м/с. Набій Кольта .38 Super Automatic мав дещо вищу швидкість і міг пробити дверцята машини та бронежилети, які бутлегери та гангстери використовували для захисту.
Хоча здається, що набої .38 та .357 мають різні діаметри, фактично вони ідентичні, оскільки діаметр кулі набою .38 Special становить 0,357 дюйма (9,07 мм). Номенклатура набою .38 Special походить від використання ступінчастих куль (таких як .38 Short Colt), де діаметр кулі дорівнював діаметру гільзи. Єдиною відмінністю між зовнішніми параметрами між .38 Special та .357 magnum є різниця між ними у довжині гільзи; це було зроблено, щоб випадково не можна було зарядити набій .357 magnum в револьвер під набій .38 Special, який не зможе витримати великий тиск набою .357 magnum. Об'єм гільзи не був чинником збільшення довжини гільзи, оскільки набій .38 Special спочатку було розроблено під димний порох, а набій .357 magnum було розроблено лише для використання бездимного пороху.
Великий вклад в ранню розробку набою .357 калібру вніс мисливець та експериментатор Елмер Кейт. Ранні роботи Кейта над зарядами для .38 Special по збільшенню рівню тиску стали можливими завдяки доступності важких, цільових револьверів, таких як Smith & Wesson .38-44 «Heavy Duty» and «Outdoorsman», револьвери .38-калібру розроблені на рамці .44-калібру. Зарядка .38-44 HV використовувалася в набої .38-Special для збільшення швидкості у порівнянні з звичайним боєприпасом. Револьвери .38-44 були створені на базі револьвера .44 Special зі стволом під кулі .357-калібру (реальний діаметр кулі набою .38 Special), а циліндр просверлено під набої ,3801—,3809-дюйма (9,65—9,67 мм)  (де виникла назва «38 Special»). Оскільки рама, барабан та ствол були міцнішими за стандартні деталі .38 Special, зброя могла витримати більший тиск. Набій .38-44 HV, більше не існуючий, був дуже схожий на більш пізній .357 Magnum, який мав майже вдвічі більший тиск ніж стандартний .38 Special. З метою безпеки набій .357 Magnum отримав подовжену, приблизно на 1⁄8 дюйма (3,2 мм), гільзу, що не давало змоги використовувати набій .357 у зброї яка була розрахована на набої .38 Special низького тиску. Елмет Кейт також розробив кулю, яка мала більшу масу назовні гільзи, у той час як в гільзі було більше простору для пороху. Куля Кейта мала великий, плаский ніс, що забезпечувало швидку передачу енергії для збільшення площі поранення. Водночас така куля не так сильно деформувалася як порожнисті кулі, в результаті збільшилася пробивна сила. Такі характеристики кулі Кейта зробили її кращим вибором для полювання, а також для цільової стрільби.
Щоб заявити про себе як про основного постачальника боєприпасів для поліції, Smith & Wesson розробили набій .357 Magnum. Цим займалася група на чолі з Д. Вессоном з компанії Smith & Wesson, крім того їм допомагав технічний Філіп Шарп, член технічного підрозділу Національної стрілецької організації. Новий набій Smith & Wesson розробили на основі існуючого набою .38 Special. Він має іншу довіску пороху та подовжену на 1⁄8 дюйма (3,2 мм) гільзу. Подовження гільзи було викликано міркуваннями безпеки, а не потребою. Оскільки набої .38 Special та перші експериментальні .357 Magnum були схожі за фізичними показниками, можна було зарядити експериментальний набій .357 Magnum в револьвер під набій .38 Special, що могло призвести до катастрофічних наслідків. Smith & Wesson вирішили подовжити гільзу, що унеможливило використання потужних набоїв, в зброї яка не була пристосована до подібних тисків. Проте, обидва цих набої, .38 Special та .357 Magnum, можна зарядити в револьвер Colt New Army під набій .38 Long Colt, який має подовжені камори. Це створює небезпеку для стрільця, оскільки револьвер New Army розрахований на втричі менший тиск.
Вибір кулі для набою .357 Magnum змінювався під час розробки. Під час розробки Smith & Wesson дещо модифікували оригінальну кулю Кейта, створивши кулю Шарпа, яка становила 5/6 від поверхні кулі Кейта. В свою чергу Вінчестер під час експериментів також дещо змінив форму кулі Шарпа, при цьому зберігши контур кулі Шарпа. Врешті куля отримала форму схожу на ранні зразки куль Кейта та Шарпа, з деякими відмінностями.

## Параметри набою
Об'єм гільзи набою .357 Magnum становить 1,66 мл (25,6 гран H2O).
Максимальні параметри набою .357 Magnum. Всі розміри в міліметрах (мм).
Зазвичай коефіцієнт нарізки для цього набою становить 476 мм (1 на 18.74 in), шість канавок, ø полів = 8,79 мм, ø канавок = 9,02 мм, ширина поля = 2,69 мм, капсуль малий пістолетний магнум.
За правилами C.I.P., гільза набою .357 Magnum може витримати тиск в 300,00 МПа (43 511 psi) Pmax. В країнах-членах C.I.P. кожний пістолетний набій повинен пройти перевірку на тримання тиску на 130 %. Це значить, що зброя під набій .357 Magnum в країнах-членах C.I.P. на даний час (2018) повинна витримувати тиск в 390,00 МПа (56 565 psi) PE.

## Продуктивність

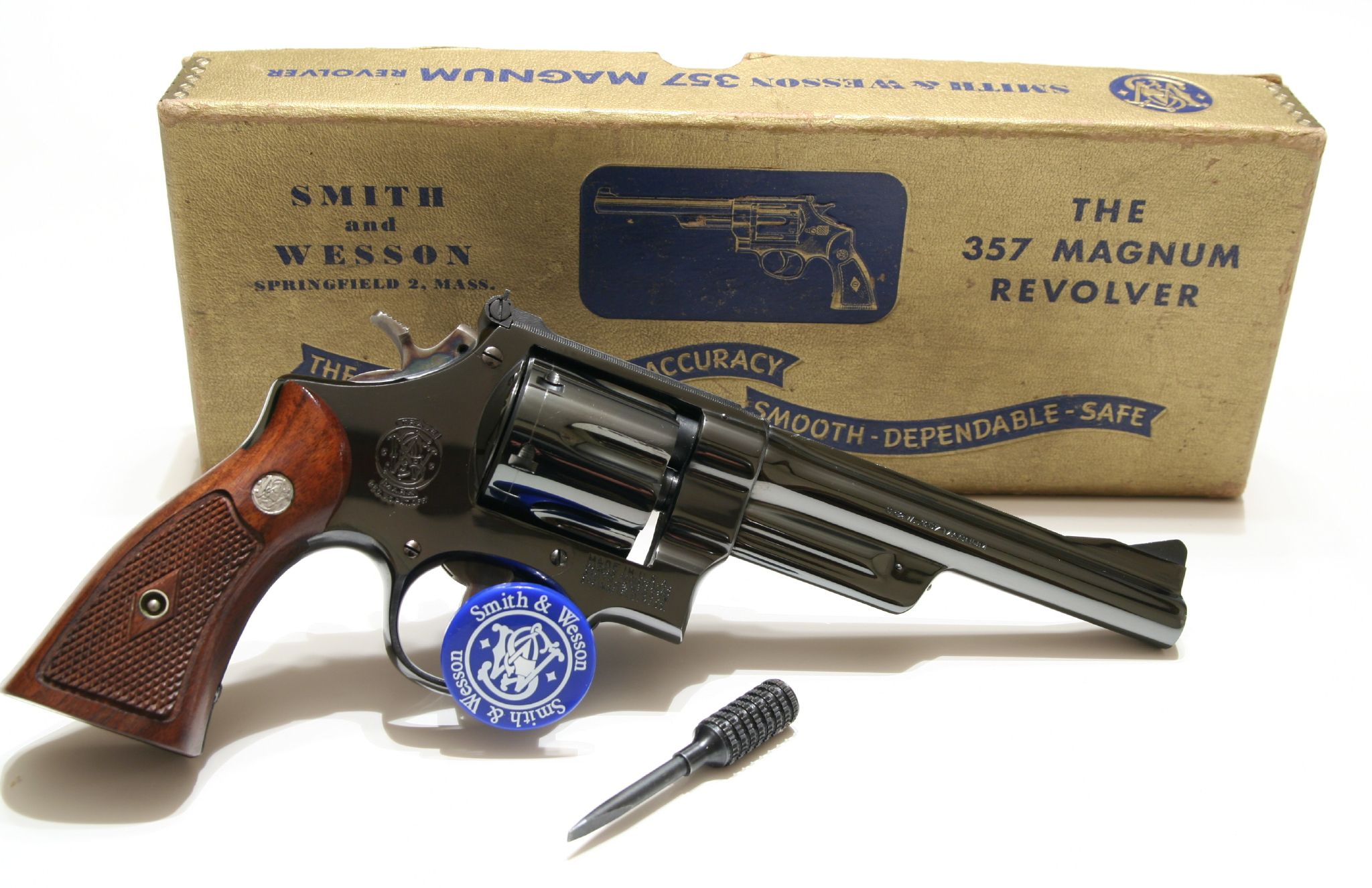
Представлений в 1935, револьвер Smith & Wesson Модель 27 став першим револьвером під набій .357 Magnum.

Набої використовують для полювання, силуетної стрільби та самозахисту. З відповідними зарядами він також може бути ефективним проти великої або небезпечної дичини, такої як ведмеді та унгуляти, проте деякі вважають, що набої магнум більших калібрів такі як .500 Smith & Wesson, .50 Action Express, .44 Magnum, .454 Casull, .41 Magnum тощо більше придатні для таких цілей. Хоча в порівнянні з більшими калібрами магнум, набій .357 Magnum має меншу енергію, але менший діаметр кулі з більшою швидкістю мають кращу пробивну здатність. Це відмінний набій для полювання на малу та середню дичину та навіть підходить для полювання на оленя в розумних межах, якщо набій використовує підготовлений стрілець. Для порівняння набій .357 Magnum на відстані у 100 ярдів (91 м) має вищу дулову швидкість ніж схожий набій .38 Special. За ефективністю набій 357 Magnum на полюванні схожий на набій .45 Colt, але з більш пласкою траєкторією через високу швидкість. Цей універсальний набій можна використовувати для самозахисту, плінкінгу, полювання або цільової стрільби.
Початкова вага кулі 357 калібру становила 10,2 гр зі швидкістю в 460 м/с. (Дулову швидкість було визначено за допомогою револьвера з довгим стволом.) Більшість сучасних зарядів в половину менші у порівнянні з оригінальним зарядом.
Револьвери під набій .357 Magnum можна заряджати коротшими та менш потужними набоями .38 Special калібру. В порівнянні з набоєм .357 Magnum, .38 Special дешевший, мав менший відбій, шум та дуловий спалах. Можливість використовувати набої .38 Special робить револьвери .357 ідеальними для новачків, які ще не стріляли з реальними набоями .357 калібру, але не бажають витрачатися на другий менш потужний револьвер для тренування. Проте, набої .38 Special не можна використовувати у самозарядних пістолетах або гвинтівках .357 калібру, оскільки така зброя потребує більший відбій розрахований на набій .357 Magnum для правильної роботи автоматики.
Крім того він отримав поширення в коротких, легких гвинтівках важільної дії в стилі Дикого Заходу. У гвинтівці дулова швидкість кулі становить 550 м/с, що робить набій більш універсальним ніж набої .30 Carbine або .32-20 Winchester. В 1930-ті, його визнали дуже ефективним проти сталевих дверцят машин та бронежилетів, а бронебійні набої були популярні в США серед дорожніх патрульних та інших поліцейських. Револьвер .357 калібру широко заміняться сучасними, потужними самозарядними пістолетами в поліції, але вони все ще є популярними як додаткова зброя серед мисливців, охоронників та цивільних на полюванні, стрільби по металевих силуетах, в цільовій стрільбі та при самозахисті. Набій 9 мм Winchester Magnum, також відомий як 9×29 мм, було розроблено як дублікат набою .357 Magnum для самозарядних пістолетів, як і набій 357 SIG.
Деякі загальні параметри продуктивності зазначені в таблиці для деяких зарядок .357 Magnum. Вага кулі коливається від 110 до 180 гран (від 7,1 до 11,7 г). Порожниста оболонкова куля вагою 125 гран (8,1 г) використовують для самозахисту, більш важкі зарядки використовують для полювання. Дулова енергія становить від 540 до 950 Дж. Для різних ситуацій можна використовувати різні зарядки.
| Виробник          | Куля                      | Вага            | Швидкість               | Енергія                  | Розширення          | Penetration           | PC                   | TSC                            |
| ----------------- | ------------------------- | --------------- | ----------------------- | ------------------------ | ------------------- | --------------------- | -------------------- | ------------------------------ |
| American          | Quik-Shok JHP             | 125 гр (8,1 г)  | 1 409 фут/с (429,5 м/с) | 551 фут⋅фунтс (747,1 Дж) | fragment            | 9,0 дюйм (228,6 мм)   | 2,7 дюйм3 (44,2 см3) | 47,5 дюйм3 (778,4 см3)         |
| ATOMIC Ammunition | Bonded match hollow point | 158 гр (10,2 г) | 1 350 фут/с (411,5 м/с) | 640 фут⋅фунтс (867,7 Дж) | 0,71 дюйм (18,0 мм) | 15 дюйм (381,0 мм)    | X                    | X                              |
| Double Tap        | Gold Dot JHP              | 125 гр (8,1 г)  | 1 600 фут/с (487,7 м/с) | 711 фут⋅фунтс (964,0 Дж) | 0,69 дюйм (17,5 мм) | 12,75 дюйм (323,8 мм) | 4,8 дюйм3 (78,7 см3) | 69,3 дюйм3 (1 135,6 см3) (est) |
| Federal           | Classic JHP               | 125 гр (8,1 г)  | 1 450 фут/с (442,0 м/с) | 584 фут⋅фунтс (791,8 Дж) | 0,65 дюйм (16,5 мм) | 12,0 дюйм (304,8 мм)  | 4,0 дюйм3 (65,5 см3) | 79,8 дюйм3 (1 307,7 см3)       |
| Remington         | Golden Saber JHP          | 125 гр (8,1 г)  | 1 220 фут/с (371,9 м/с) | 413 фут⋅фунтс (560,0 Дж) | 0,60 дюйм (15,2 мм) | 13,0 дюйм (330,2 мм)  | 3,7 дюйм3 (60,6 см3) | 30,4 дюйм3 (498,2 см3)         |
| Remington         | Semiwadcutter             | 158 гр (10,2 г) | 1 235 фут/с (376,4 м/с) | 535 фут⋅фунтс (725,4 Дж) | 0,36 дюйм (9,1 мм)  | 27,5 дюйм (698,5 мм)  | 2,8 дюйм3 (45,9 см3) | 12,9 дюйм3 (211,4 см3)         |
| Winchester        | Silvertip JHP             | 145 гр (9,4 г)  | 1 290 фут/с (393,2 м/с) | 536 фут⋅фунтс (726,7 Дж) | 0,65 дюйм (16,5 мм) | 14,3 дюйм (363,2 мм)  | 4,7 дюйм3 (77,0 см3) | 33,7 дюйм3 (552,2 см3)         |

Пояснення:
Розширення — розширений діаметр кулі (балістичний желатин)Пробиття — глибина пробиття (балістичний желатин)
PC — об'єм постійної порожнини (балістичний желатин, метод ФБР)TSC — тимчасовий об'єм постійної порожнини (балістичний желатин)

## Порівняння

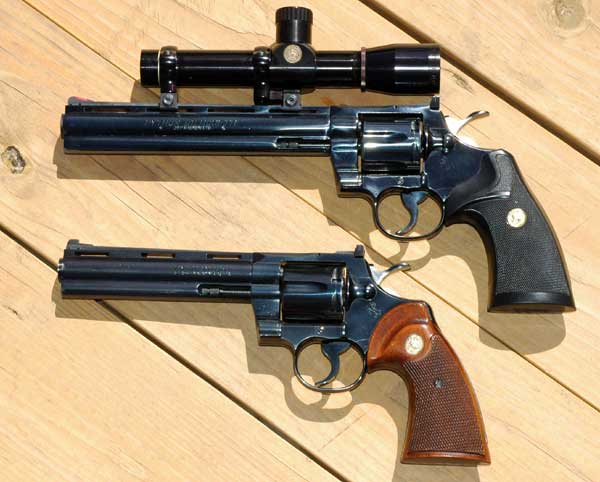
Револьвери Colt Python з довжиною стволів 8" та 6" дюймів

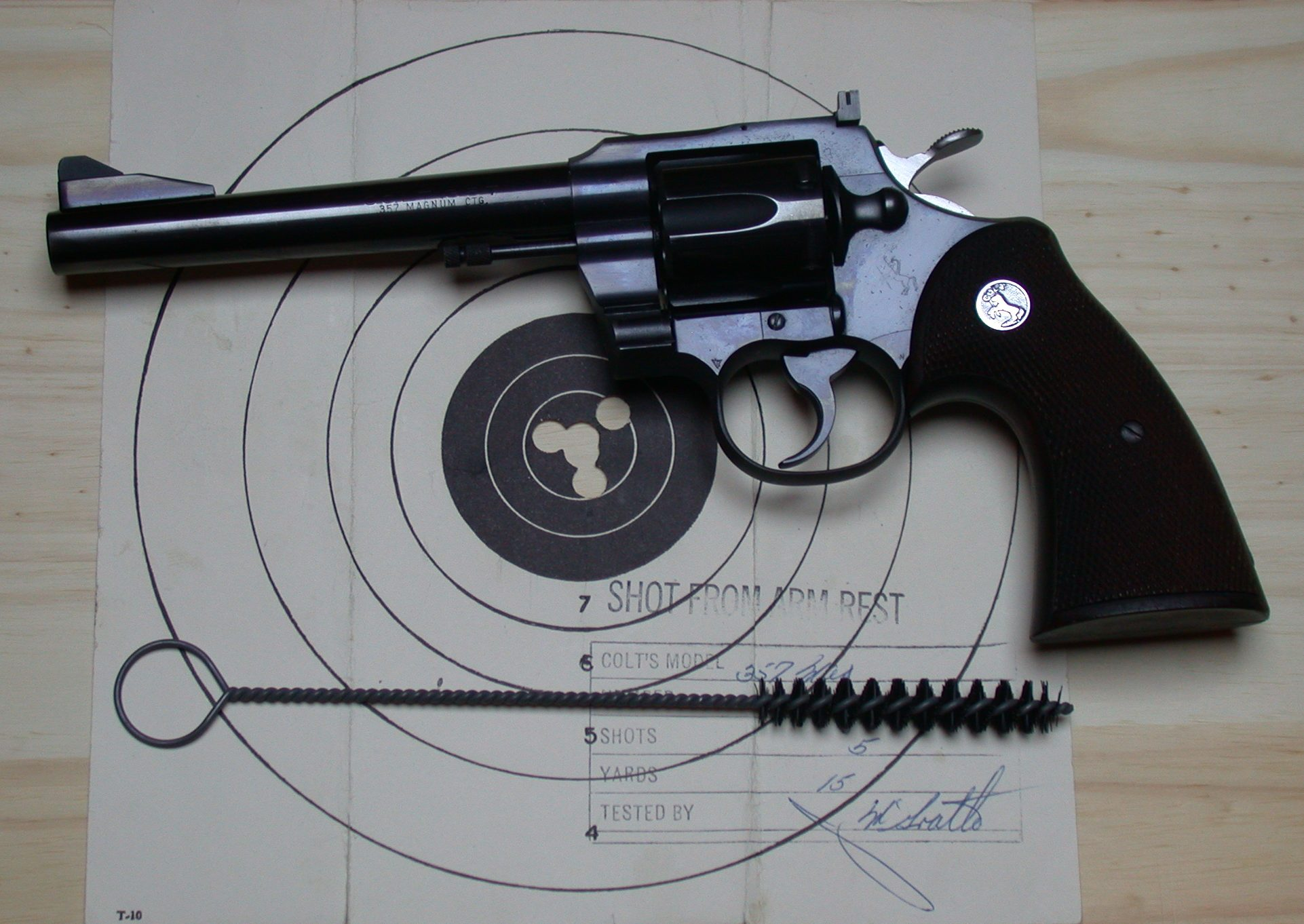
1956 Colt .357 Magnum

Набій .357 Magnum став прямим конкурентом набою .38 Super.
За точністю .357 Magnum має такий самий потенціал, як і попередник .38 Special з пласкою кулею — насправді, гарний револьвер .357 Magnum при стрільбі набоями .38 Special з пласкими кулями показує гарні результати. Точність, потужність, універсальність та можливість використовувати менш дорогі набої .38 Special, дають змогу використовувати револьвери.357 Magnum в різних дисциплінах, від цільової стрільби на 20 ярдів (18 м) до стрільби по рухливих цілях на великих відстанях. Крім того набій можна споряджати вручну.
Набій .357 Magnum було розроблено на основі більш раннього набою .38 Special. Це стало можливим оскільки набій .38 Special було створено під димний порох, якого було потрібно більше кілька разів, щоб розвинути таку саму швидкість з такою самою кулею у порівнянні з набоєм з бездимним порохом. Таким чином .38 Special має порівняно велику гільзу. Представлений в тому ж році (1902) набій 9×19 мм Парабелум був створений під бездимний порох та під великий тиск (~39,200 psi (0,27027 МПа)). Він створював більше енергії ніж набій .38, хоча об'єм гільзи був майже наполовину менший. Багато зарядів .38 Special мають схожі порохи, зі схожою вагою, але оскільки гільза більша, заряди для стрільби по легких цілях містять приблизно 1/8 пороху швидкого згоряння від повного заряду. Заряди з порохом повільного горіння мають більшу потужність, але і більший тиск; занадто високий для старих револьверів калібру .38 Special. Для використання цього великого тиску було створено дещо довший набій .357 Magnum, разом з більш міцними револьверами.
Випущений в 1994 році набій .357 SIG отримав назву «357» щоб зазначити своє призначення: дублювання продуктивності заряду 125-гранів (8,1 г) .357 Magnum при стрільбі з револьвера з довжиною стволу 4-дюйми (100 мм), в гільзі яку можна було використовувати в самозарядних пістолетах.

## Синоніми
- .357 Mag
- .357 S&W Magnum
- 9×33mmR (Європа)